# Сінявський деканат
Сінявський деканат — колишня структурна одиниця Перемишльської єпархії греко-католицької церкви з центром у м. Сінява. Очолював деканат декан.

## Територія
В 1921—1946 роках у Сінявському деканаті було 10 парафій:
- Парафія Воздвиженія Честн. Креста — с. Гориці — з приходом с. Воля Бухівська, с. Тринча, с. Убішин.
- Парафія Пресв. Серця Христ. — с. Добра — з приходом с. Дібча, с. Стежки Червоновільські.
- Парафія Преп. Мат. Параскевіи — с. Дубровиця — з приходом с. Слобода.
- Парафія св. В. М. Никити — с. Лежахів —з приходом у присілках Гайди, Черче, Цідили, Ходані, Цюрки, Кравці, Слоти.
- Парафія св. Арх. Міхаила — с. Майдан Сінявський — з приходом с. Павлова, с. Цаплати, с. Криве, с. Красне, с. Адамівка.
- Парафія Рожд. Пр. Богор. — с. Молодич — з приходом с. Зарадава, с. Мачуги (громада Сурмачівка), с. Ігнаші (громада Старе Село повіту Любачів).
- Парафія Преобр. Іисуса Христа — с. Монастир — з приходом у присілках Мельники, Білогора, Вільгоси та з філією с. Червона Воля.
- Парафія св. Іоана Богосл. — с. Пискоровичі — з приходом с. Пігани, с. Палюхи, с. Лисоха, с. Молині, с. Халупки, с. Вигнанки, с. Котовське.
- Парафія Воздвиженія Честн. Креста — м. Сінява — з приходом с. Рудки, с. Дибків, с. Вилева.
- Парафія Рожд. Пр. Богорю — с. Теплиці — з приходом у присілках Покриве, Зєлінки, Волчасте, Кольнія, Нагірне, Бєлі, Шегди, Квіки (громада Слобода).

### Декани
- 1921—1934. Прокоп Іван в Добрій[1]
- 1934—1945. Мельничук Антін в Сіняві[2].

### Кількість парафіян
- 1924 — 17 184 особи.
- 1936 — 17 420 осіб.
- 1939 — 18 029 осіб.

Деканат утворено в 1921 р. з території Ярославского деканату (9 парафії) і Каньчуцького деканату (парафія Гориці). 
Деканат ліквідовано у травні 1946 р.